# 东洲街道 (杭州市)
东洲街道，中华人民共和国浙江省西北部杭州市富阳区下辖的一个街道。	

## 行政区划
现辖：
何埭村、新沙村、木桥头村、红旗村、陆家浦村、民联村、紫铜村、五丰村、鸡笼山村、黄公望村、富春江村、东洲村、张家村、建华村和学校沙村。